# Don Byas
Carlos Wesley Byas, ps. „Don” (ur. 21 października 1913 w Muskogee, zm. 24 sierpnia 1972 w Amsterdamie) – afroamerykański saksofonista jazzowy. Jego improwizacje miały duże znaczenie w procesie przechodzenia od późnego swingu do wczesnego bebopu.

Don Byas: Nie miałem żadnego stylu, po prostu grałem jak Art (Tatum).

## Życiorys
Urodził się w rodzinie muzyków. Jego ojciec grał na klarnecie, a matka na fortepianie. Wcześnie rozpoczął klasyczną edukację muzyczną. Uczył się gry na skrzypcach, klarnecie i saksofonie altowym.
Jako nastolatek grał na alcie w zespołach pianisty Benniego Motena i trębacza Terrence’a Holdera. Ok. 1929 występował także w formacji The Oklahoma City Blue Devils Waltera Page’a. Następnie studiował na uniwersytecie w Langston, gdzie w latach 1931–1932 prowadził własny zespół Don Carlos and His Collegiate Ramblers. W 1933 opuścił Oklahomę i udał się do Kalifornii. W 1935 już jako saksofonista tenorowy grał w Los Angeles w big-bandach wibrafonisty Lionela Hamptona i klarnecisty Eddiego Barefielda. Później współpracował z trębaczami Buckiem Claytonem i Charliem Echolsem, oraz pianistą Lorenzo Flennoyem. W 1937 wyjechał do Nowego Jorku jako muzyk towarzyszący wokalistce Ethel Waters. Od 1939 do 1943 pracował z wieloma bandliderami: „Luckym” Millinderem, Andym Kirkem, Bennym Carterem i Countem Basiem (w jego orkiestrze zastąpił Lestera Younga). W 1944 podjął współpracę z muzykami bebopowymi – Dizzym Gillespiem, Charliem Parkerem, Oscarem Pettifordem i Maksem Roachem. Występował z nimi w klubie Onyx oraz brał udział w nagraniach. Eksperymentował z nowymi rozwiązaniami harmonicznymi i rytmicznymi, które przyniósł ze sobą bebop. W tym czasie prowadził także własne grupy.
W 1946 pojechał z big-bandem Dona Redmana na europejskie tournée, obejmujące Danię, Belgię, Szwajcarię i Niemcy. Byli pierwszą amerykańską, cywilną orkiestrą jazzową, która występowała w Europie po II wojnie światowej. Na Starym Kontynencie pozostał już do końca życia. Mieszkał we Francji i Danii, żeby ostatecznie osiąść w Holandii. Pracował jako „wolny strzelec”, często koncertując i nagrywając. W Europie, a zwłaszcza Francji, stał się prawdziwą gwiazdą. Regularnie występował z odwiedzającymi Europę muzykami amerykańskimi takimi jak Art Blakey, Duke Ellington, Dizzy Gillespie, Bud Powell, Ben Webster i formacja Jazz at the Philharmonic, oraz mieszkającym w Paryżu Kennym Clarkiem. Współpracował także z portugalską śpiewaczką fado – Amálią Rodrigues. Stany Zjednoczone odwiedził tylko raz. W 1970 przyjechał do rodzinnego kraju, żeby wystąpić na Newport Jazz Festival.
Zmarł wskutek długotrwałej choroby – raka płuc. Miał 59 lat.

### Małżeństwa
Był dwukrotnie żonaty. Z pierwszą żoną rozstał się jeszcze w Stanach Zjednoczonych. W 1955 poślubił Johannę „Jopie” z d. Eksteen, obywatelkę Holandii.

### Hobby
Był zapalonym nurkiem. Mieszkając we Francji często jeździł na Riwierę. W Saint Tropez stale widywano go nad morzem wyposażonego w maskę, płetwy, butle nurkowe i kuszę (speargun) do podwodnego polowania.

## Wybrana dyskografia

### Jako lider lub współlider
- 1950 Saxophone Moods (Dial Records)
- 1954
  - Don Carlos Meets Mary Lou (Vogue)
  - Jazz Greats – Don Byas/Stan Getz/Earl Bostic (Royale)
- 1963 April in Paris! – Don Byas with Strings (Battle)
- 1955 Don Byas – Vol. 2 (Savoy)
- 1964 Don Byas’ 30th Anniversary Album (Fontana)
- 1968 Ben Webster Meets Don Byas (SABA)
- 1972 Anthropology (Black Lion Records)
- 1973 Midnight at Minton’s (Onyx Records)
- 1979 A Tribute to Cannonball (Columbia)
- 1988 All The Things You Are (Jazz Life)
- 2000 Laura (Gitanes/Universal/EmArcy) – remastered, CD
- 2012 Don Byas at Nalen (Riverside)
- 2023 Classic Don Byas Sessions 1944–1946 (Mosaic Records) – 10 CD

### Jakosideman
Z Colemanem Hawkinsem
- 1974  52nd Street: Vol. 2 (Onyx)

Z Jazz at the Philharmonic
- 2018 Jazz at the Philharmonic – Live in Amsterdam 1960 (NJA)

Z Amálią Rodrigues
- 1972 Encontro (Columbia)

Z Mary Lou Williams
- 1956 Messin' 'Round in Montmartre (Storyville)

Zestawienie wg dat wydania płyt

## Wyróżnienia
- 1997 Wprowadzenie do Jazzowego Panteonu Sławy Oklahomy (The Oklahoma Jazz Hall Of Fame)[7]